# جزيرة الغفران
جزيرة الغفران هو فيلم درامي تونسي إيطالي صدر في عام 2022، من إخراج رضا الباهي وبطولة شدلي عرفاوي، باديس بهي، ومحمد علي بن جماع. يتبع الفيلم أندريا ليكاري، كاتب ناجح وأستاذ من أصل إيطالي يعود إلى مسقط رأسه في جزيرة جربة في تونس لتحقيق رغبة والدته في تبديد رمادها هناك. على طول الطريق، يواجه ماضيه المؤلم ويسعى للغفران لنفسه وللآخرين.
الفيلم عرض لأول مرة في الدورة الرابعة والأربعين لمهرجان القاهرة السينمائي الدولي، حيث فاز بالهرم الفضي لأفضل مخرج وجائزة نجيب محفوظ لأفضل سيناريو. كما حصل على ستة ترشيحات في مهرجان أيام قرطاج السينمائي لعام 2022، بما في ذلك التنيت الذهبي لأفضل فيلم روائي. وقد أثنى النقاد على الفيلم لتصويره السينمائي، والموسيقى، والأداء، خاصة من قبل شدلي عرفاوي، الذي قام بدور أندريا الكبير.
الفيلم استلهم من تجربة بهي الشخصية بالعودة إلى تونس بعد قضاء سنوات في الخارج. كتب السيناريو بالتعاون مع زياد حمزة، الذي كان أيضًا أحد المنتجين. تم تصوير الفيلم في جربة وروما، بميزانية قدرها مليون دولار. ويضم الفيلم تصويرا موسيقيا من تأليف أمين بوحفة وأغاني من غناء المغنية التونسية آمال المثلوثي.
تم إصدار الفيلم في تونس في 15 مارس 2022، وفي إيطاليا في 22 أبريل 2022. وقد حصل على استحسان النقاد والجمهور، الذين أثنوا على نهجه العاطفي والإنساني لمواضيع الهوية والنفي والمصالحة. يحمل الفيلم تقييمًا بنسبة 6.7/10 على قاعدة بيانات الأفلام على الإنترنت و7.5/10 على موقع قاعدة بيانات السينما التشيكية السلوفاكية. كما تم اختيار الفيلم كمشاركة تونسية لجائزة أفضل فيلم دولي في الدورة الخامسة والتسعين لجوائز الأوسكار، لكنه لم يتم ترشيحه.

## وصلات خارجية
جزيرة الغفران  على قاعدة بيانات الأفلام على الإنترنت (بالإنجليزية). 